# Degerfors-Nysunds församling
Degerfors-Nysunds församling är en församling i Östra Värmlands kontrakt i Karlstads stift. Församlingen omfattar hela Degerfors kommun i Örebro län (Värmland och Närke). Församlingen utgjorde ett eget pastorat.
Församlingen är den enda i Karlstads stift som delvis ligger i Närke. 

## Administrativ historik
Församlingen bildades 2006 genom sammanslagning av Degerfors och Nysunds församlingar.
Församlingen ingår från 2025 i Södra Bergslagens pastorat tillsammans med Karlskoga församling.

## Series pastorum
| Period    | Namn            | Levnadstid | Övrigt               |
| --------- | --------------- | ---------- | -------------------- |
| 2006–2019 | Lars Markusson  |            | Första ämbetshavaren |
| 2021–     | Monica Mannberg |            |                      |

## Kyrkor
- Degerfors kyrka
- Nysunds kyrka